# Gynoplistia hirsuticauda
Gynoplistia hirsuticauda là một loài ruồi trong họ Limoniidae. Chúng phân bố ở miền Australasia.